# Pedicularis elsholtzioides
Pedicularis elsholtzioides är en snyltrotsväxtart som beskrevs av T. Yamazaki. Pedicularis elsholtzioides ingår i släktet spiror, och familjen snyltrotsväxter. Inga underarter finns listade i Catalogue of Life.